# Marxant vermell
El marxant vermell o espinac africà (Amaranthus cruentus) és una espècie herbàcia comestible dins la família amarantàcia és originària d'Amèrica.
És una de les tres espècies d'amarant cultivades pel seu gra les altres dues són Amaranthus hypochondriacus i Amaranthus caudatus. És una espècie anual amb una inflorescència de flors de color rosa fosc, floreix des de l'estiu a la tardor. Pot arribar a fer els dos metres d'alt. Ja es cultivava a Amèrica Central des d'abans de 4000 aC i encara es cultiva. Generalment la planta és de color verd però en el ritual inca es feia servir una varietat de color porpra.

## Ús
Es mengen les seves llavors com si fos un cereal. Les llavors cultivades són blanques i les silvestres negres. Se'n fa també un producte pastisser anomenat "alegría". Les fulles esmengen com les dels espinacs.
A parts d'Àfrica és un important cultiu de subsistència.

## Sinònims
| - Amaranthus anacardana Hook.f. - Amaranthus arardhanus Sweet - Amaranthus carneus Moq. - Amaranthus chlorostachys Moq. - Amaranthus esculentus Besser ex Moq. - Amaranthus farinaceus Roxb. ex Moq. - Amaranthus guadeloupensis Voss - Amaranthus guadelupensis Moq. - Amaranthus hybridus subsp. cruentus (L.) Thell. - Amaranthus hybridus var. paniculatus (L.) Uline i W.L.Bray - Amaranthus hybridus var. patulus (Bertol.) Thell. - Amaranthus hybridus subsp. patulus (Bertol.) Carretero | - Amaranthus incarnatus Moq. - Amaranthus montevidensis Moq. - Amaranthus paniculatus L. - Amaranthus patulus Bertol. - Amaranthus purgans Moq. - Amaranthus rubescens Moq. - Amaranthus sanguineus L. - Amaranthus sanguinolentus Schrad. ex Moq. - Amaranthus speciosus Sims - Amaranthus spicatus Wirzén - Amaranthus strictus Willd. - Galliaria patula Bubani |

## Galeria

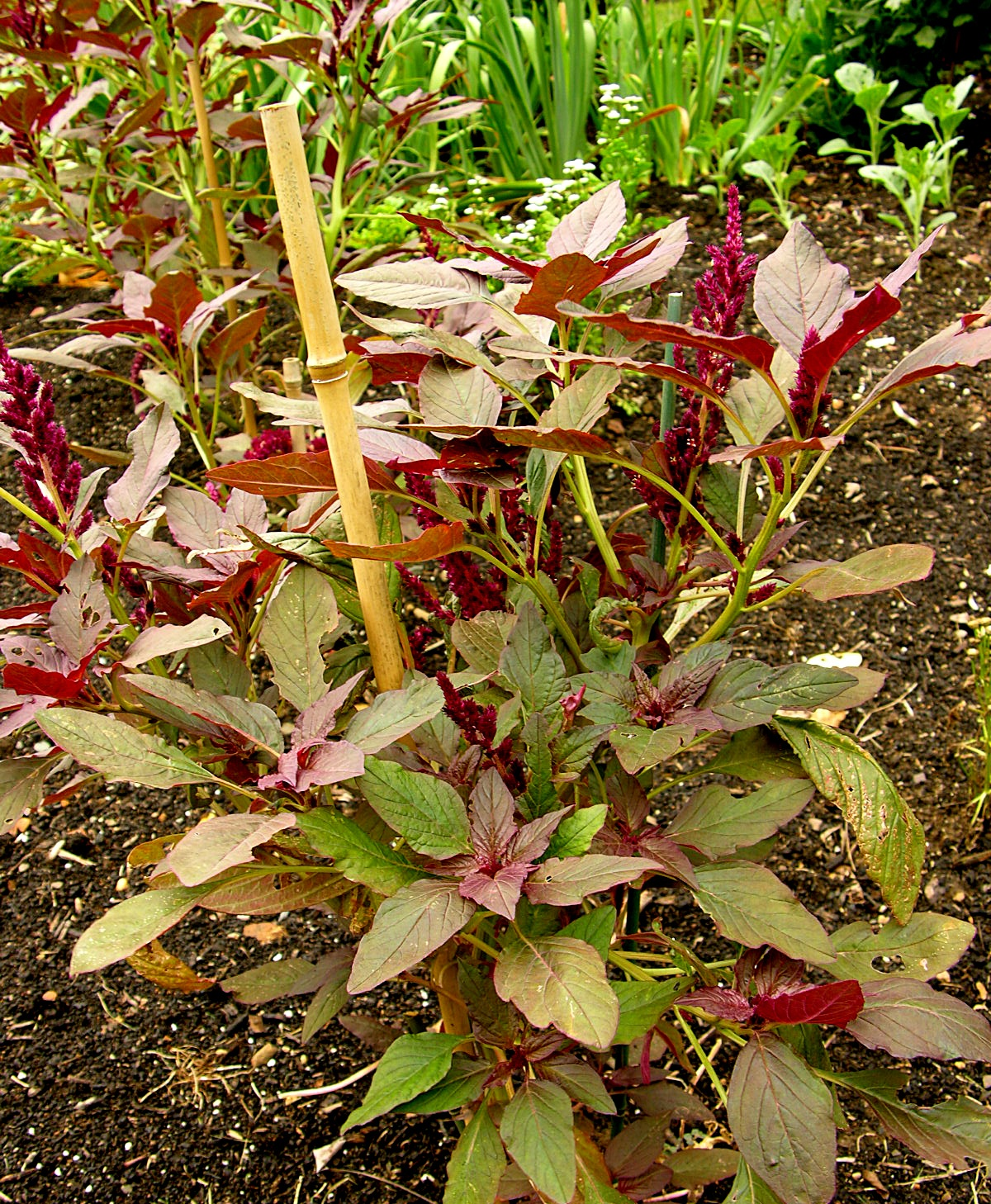
Fulles d'Amaranthus cruentus 'Oeschberg'
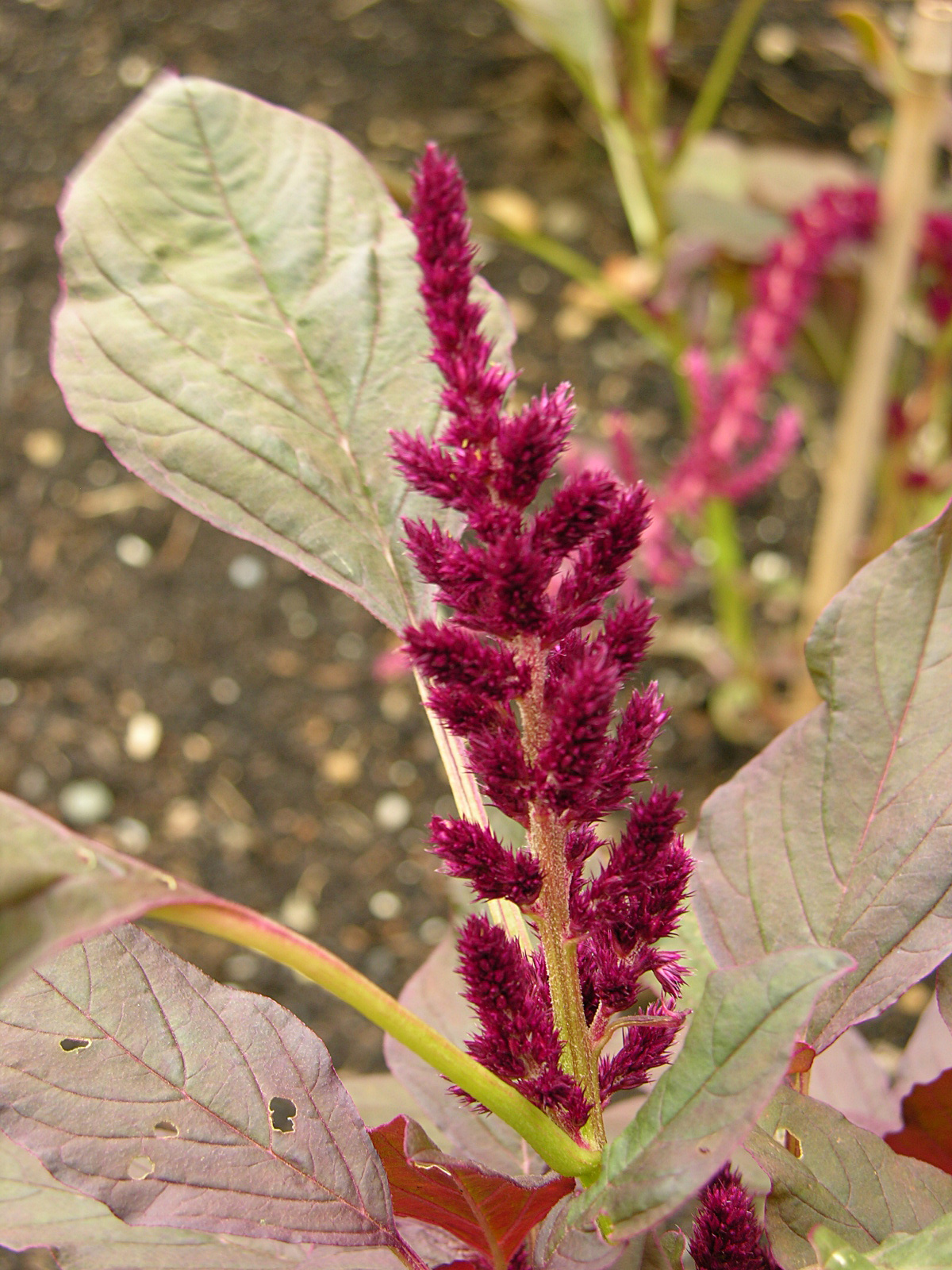
Capítols florals d'Amaranthus cruentus 'Oeschberg'
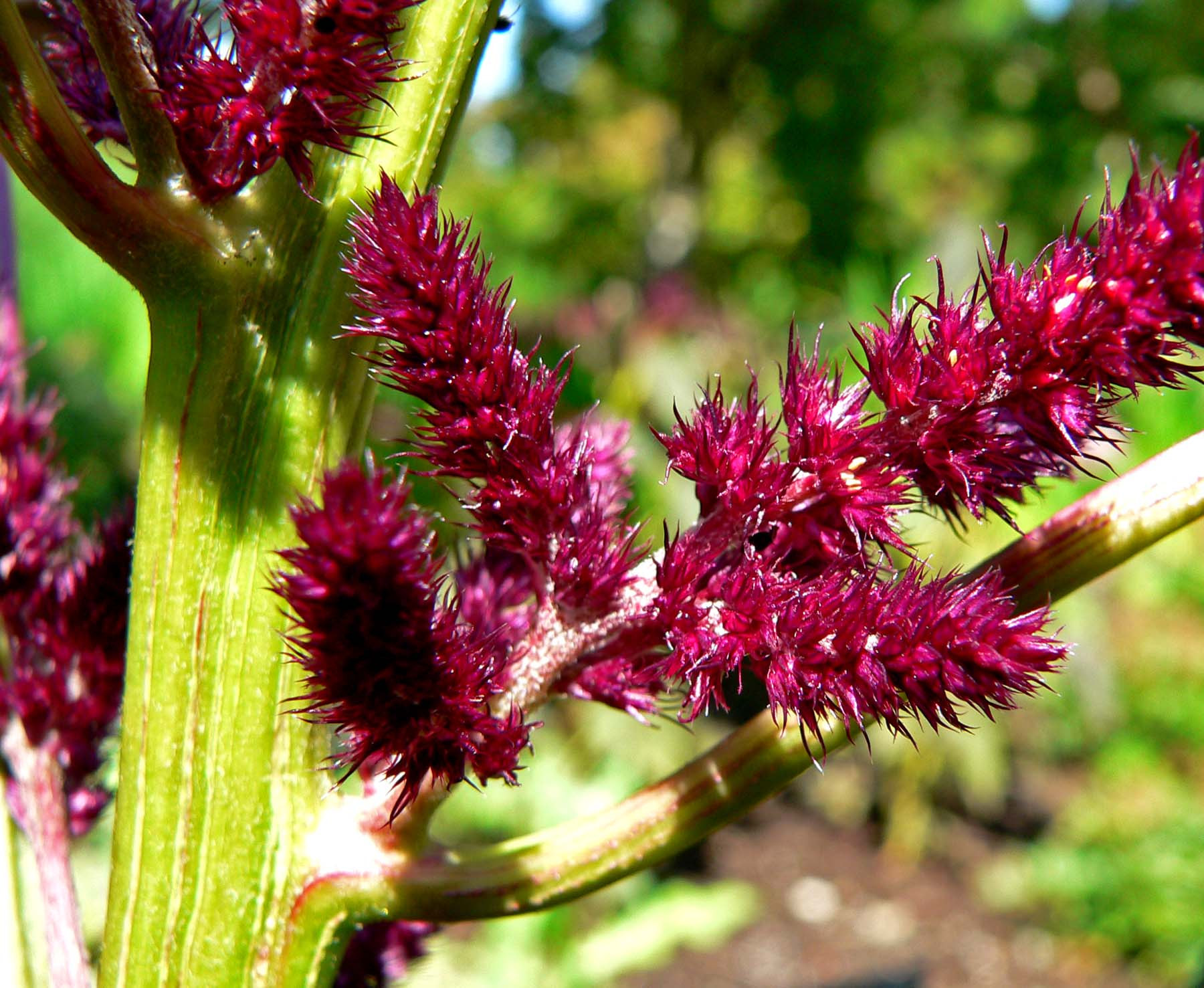
Flors d'Amaranthus cruentus 'Foxtail'